# Llista de Creus de Sant Jordi/2001/Entitats

#### Entitats
Informació actualitzada per un bot. Els canvis manuals es perdran quan s'actualitzi!
| Entitat                                                            | Wikidata  | Descripció                                                                                                  | Imatge |
| ------------------------------------------------------------------ | --------- | --- | ------ |
| Serra d'Or                                                         | Q1628196  | revista mensual                                                                                             |        |
| ONCE                                                               | Q1750397  | institució sense ànim de lucre que té com a propòsit millorar la qualitat de vida de la gent cega a Espanya |        |
| Nens del Vendrell                                                  | Q3338053  | Colla castellera                                                                                            |        |
| Junta Constructora del Temple Expiatori de la Sagrada Família      | Q9016700  | |        |
| Associació de Components del Regiment Pirinenc núm. 1 de Catalunya | Q11907014 | entitat de memòria històrica                                                                                |        |
| Col·legi Oficial de Veterinaris de Barcelona                       | Q11914772 | |        |
| Col·legi de Censors Jurats de Comptes de Catalunya                 | Q11914779 | Corporació de professionals amb el títol de censor jurat de comptes de Catalunya                            |        |
| Escola Tècnica Professional del Clot                               | Q11919766 | |        |
| Federació Catalana de Basquetbol                                   | Q11921652 | federació esportiva catalana                                                                                |        |
| La Roda d'Espectacles Infantils i Juvenils als Barris              | Q11930750 | |        |
| Orfeó Manresà                                                      | Q11939484 | |        |
| Societat Catalana de Pediatria                                     | Q11950005 | |        |
| Xiquets de Tarragona                                               | Q11955410 | colla castellera actual amb camisa ratllada                                                                 |        |